# Isabel Coixet
Isabel Coixet Castillo (Barcelona, 9 de abril de 1960) es una directora de cine y guionista española. 
Tras saltar a la fama con Cosas que nunca te dije (1995) y Mi vida sin mí (2003), rodó numerosos proyectos en España y el extranjero con éxito de crítica y público. Entre ellos se encuentran La vida secreta de las palabras (2005), Ayer no termina nunca (2013), Nadie quiere la noche (2015), La librería (2017) y Un amor (2023). En paralelo, ha participado en distintos proyectos colectivos y rodado documentales de denuncia social como Escuchando al juez Garzón (2011) y El techo amarillo (2022).
Ha recibido el Premio Nacional de Cinematografía (2020) y la Medalla de Oro al Mérito en las Bellas Artes, así como dos Premios Goya a la mejor dirección. En 2015 fue nombrada Caballero de la Orden de las Artes y las Letras de Francia.

## Biografía

### 1988-2003: Inicios,Cosas que nunca te dijeyMi vida sin mí
Isabel Coixet comenzó a hacer películas caseras cuando le regalaron una cámara de 8 mm por su primera comunión. Tras licenciarse en Historia, especializándose en los siglos XVIII y XIX por la Universidad de Barcelona, se dedicó a la publicidad y la redacción de anuncios. Ganó muchos premios por sus anuncios y finalmente fundó su propia productora en 2000, Miss Wasabi Films. 
En 1988, Coixet realizó su debut como guionista y directora con Demasiado viejo para morir joven, película que le supuso una candidatura a los Premios Goya, en la categoría de Mejor Director Novel. 
Realizó su primera película en inglés en 1996 que tituló Things I Never Told You (Cosas que nunca te dije). Se trató de un drama con un reparto de actores estadounidenses encabezado por Lili Taylor y Andrew McCarthy que le valió su segunda nominación a los Premios Goya en la categoría de Mejor Guion Original. Coixet se asoció entonces con una productora francesa y en 1998 volvió de nuevo a un guion en español para realizar la aventura histórica, A los que aman. 
En 2003 obtuvo reconocimiento internacional con el drama intimista My Life Without Me (Mi vida sin mí), una cinta basada en un relato corto de Nancy Kincaid en la que la actriz canadiense Sarah Polley encarnó a Ann, una joven madre que decide ocultar a su familia que tiene un cáncer terminal. Esta coproducción hispano-canadiense fue muy elogiada en el Festival Internacional de Cine de Berlín. Coixet continuó trabajando con Polley en una nueva cinta, The Secret Life of Words (La vida secreta de las palabras) en 2005, protagonizada por Sarah Polley, Tim Robbins y Javier Cámara. La película fue premiada con cuatro Goyas: Mejor Película, Mejor Director, Mejor Producción y al Mejor Guion.

### 2005-2012: Proyectos internacionales y documentales
En 2005, Coixet se sumó a otros 18 prominentes cineastas internacionales entre los que destacan Gus Van Sant, Walter Salles y Joel e Ethan Coen para el proyecto colectivo Paris, je t’aime, en el que cada director explora un distrito de la ciudad de París. Coixet también ha realizado documentales como Invisibles, que fue seleccionado para la sección "Panorama" del Festival de Berlín de 2007, sobre Médicos Sin Fronteras, y Viaje al corazón de la tortura, filmado en Sarajevo durante la Guerra de los Balcanes y que ganó un premio en la edición de octubre de 2003 del Festival de Cine de los Derechos Humanos. 
En 2008 se estrena Elegy, rodada en Vancouver y producida por Lakeshore Entertainment, basada en la novela de Philip Roth The Dying Animal (El animal moribundo), con guion de Nicholas Meyer y protagonizada por Penélope Cruz y Ben Kingsley, Elegy fue presentada en el 58.º Festival Internacional de Berlín. 
En 2009 estrena en la selección oficial del Festival de Cannes la película Map of the Sounds of Tokio (Mapa de los sonidos de Tokio), rodada entre Japón y Barcelona, y protagonizada por Rinko Kikuchi, Sergi López y Min Tanaka, con guion de la misma Isabel Coixet. El mismo año inaugura From I to en el Centre D’Art Santa Mònica, una instalación-homenaje a la obra de John Berger. En 2009 recibe la Medalla de Oro de las Bellas Artes además de formar parte del jurado de la 59 edición del Festival de Cine de Berlín. 
En abril de 2009 en el Centre d'Arts Santa Mónica de Barcelona y en abril de 2010, en La Casa Encendida de Madrid, Coixet presentó una exposición monográfica dedicada al escritor, crítico de arte, poeta y artista británico John Berger con el título "From I to J. Un homenaje de Isabel Coixet a John Berger", con la colaboración de la arquitecta Benedetta Tagliabue y la participación de las actrices Penélope Cruz, Monica Bellucci, Isabelle Huppert, Maria de Medeiros, Sarah Polley, Tilda Swinton o Leonor Watling.Ese año también estrenó el corto La mujer es cosa de hombres, sobre la violencia machista y los medios de comunicación.
En 2010 se encargó del contenido de una de las tres salas del pabellón español de la Exposición Universal de Shanghái, e inauguró la exposición Aral. El mar perdido, en la que se estrenó su documental del mismo título sobre este mar en Uzbekistán. Ese año también participó en el programa 50 años de... es en honor al cincuentenario de la primera emisión de TVE en Cataluña.
En 2011 estrenó, dentro de la sección "Berlinale Specials" del Festival de Berlín, el documental Escuchando al juez Garzón dando voz al magistrado a través de una entrevista con el escritor Manuel Rivas. El filme ganó el Goya al mejor documental.El año siguiente dirigió un documental sobre los 10 años del desastre del Prestige y los voluntarios que participaron en la recuperación de las costas gallegas que lleva por título Marea Blanca.

### 2012-2016:Ayer no termina nunca,Learning to drive,Nadie quiere la nochey otros proyectos
En 2012 escribe, produce y dirige su nuevo proyecto, Ayer no termina nunca. La película se presenta en la sección Panorama de la 63.ª edición del Festival Internacional de Cine de Berlín e inaugura ese mismo año el Festival de Málaga en donde la película gana cuatro Biznagas de Plata en las categorías, Premio Especial del Jurado, Mejor Actriz, Mejor Fotografía y Mejor Montaje, estos dos últimos premios ganados por Jordi Azategui.
A finales de 2012 empieza a rodar otro nuevo proyecto, terminado en 2013 y titulado Another Me (Mi otro yo), dirigido por Coixet, escrito por ella misma y Cathy MacPhail, y rodado entre Gales y Barcelona. Este thriller contó con la participación de Sophie Turner, Rhys Ifans, Claire Forlani, Jonathan Rhys Meyers y Geraldine Chaplin, entre otros.
Durante el verano de 2013 rodó Learning to Drive, una producción americana rodada en Brooklyn, Nueva York, y basada en un artículo publicado en el New York Times y que fue protagonizada por Ben Kingsley y Patricia Clarkson, con quienes Isabel Coixet ya había trabajado en Elegy. La película se presentó en el Festival Internacional de Cine de Toronto en donde ganó el segundo premio del público.
Nobody Wants the Night (Nadie quiere la noche) (2015) fue su siguiente proyecto, rodado en Noruega, Bulgaria y las Islas Canarias. La película fue protagonizada por Juliette Binoche, Rinko Kikuchi y Gabriel Byrne. La película inauguró, a competición, la 66 edición del Festival Internacional de Cine de Berlín.
Continuando con la línea de documentales de denuncia que había realizado anteriormente, a finales de 2014 rueda en Chad Talking about Rose. Prisoner of Hissène Habré, narrado por Juliette Binoche. La pieza relata la experiencia de un grupo de víctimas de tortura en su lucha por llevar al exdictador de Chad frente a la justicia, esfuerzo liderado por el abogado especializado en derechos humanos estadounidense Reed Brody.

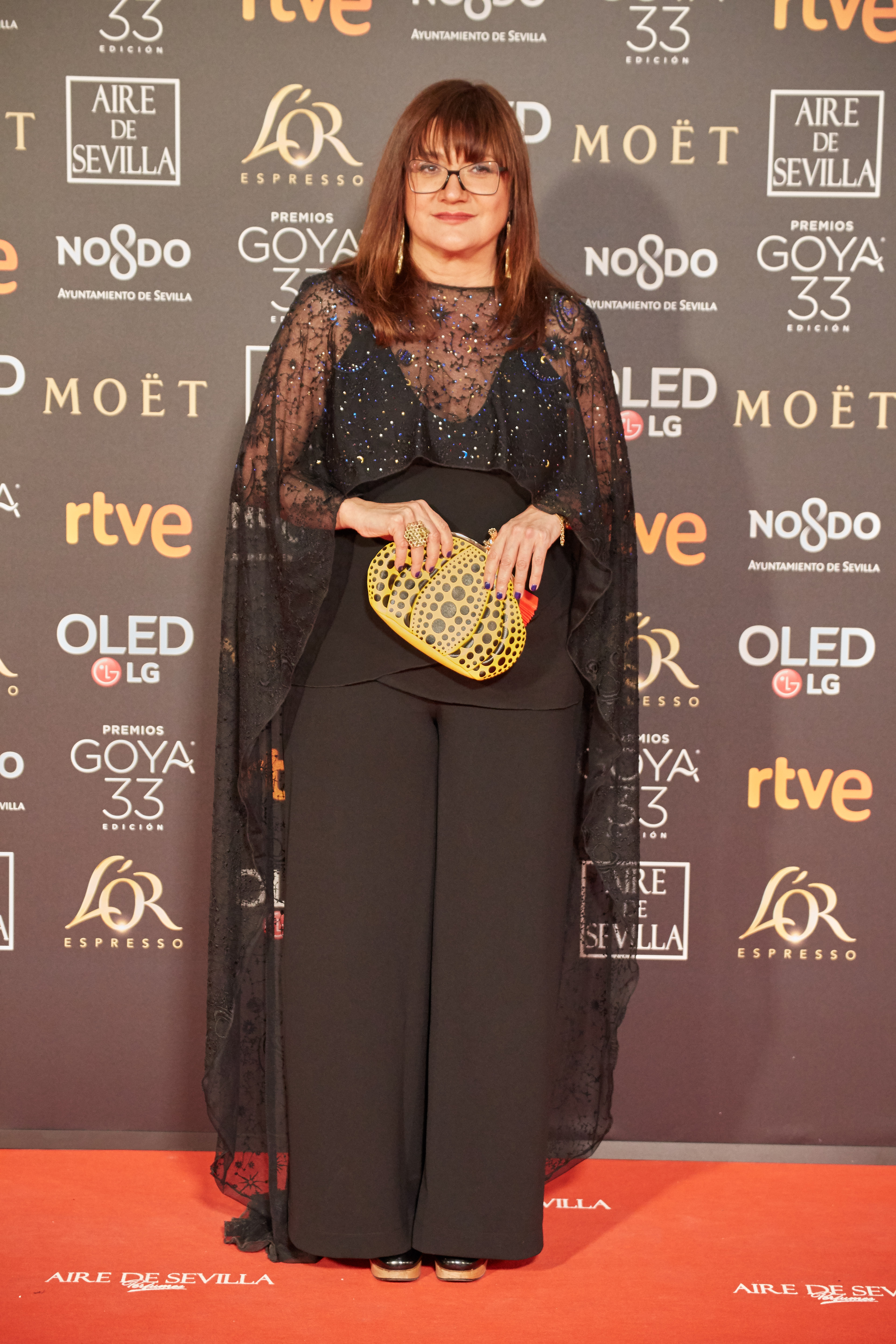
Coixet en los Premios Goya 2019

Durante 2015 y 2016, Coixet dirigió el proyecto Spain in a Day, la versión española del proyecto de crowdsourcing documental producido por Mediapro que pretende retratar la realidad de un país reflejada por cientos de vídeos domésticos grabados durante un mismo día y que ha tenido como precedentes directos Britain in a Day e Italy in a Day. En el caso de Spain in a Day, los vídeos se grabaron durante el 24 de octubre de 2015 por miles de voluntarios.

### 2016-2023:La librería,Elisa y Marcela,Nieva en BenidormyUn amor
En verano de 2016 dirigió el largometraje The Bookshop, titulado en España La librería. El guion adaptado por Coixet se basó en la novela del mismo nombre de la escritora inglesa Penelope Fitzgerald y recibió el premio a la mejor adaptación literaria en la Feria del Libro de Fráncfort de 2017. La película fue rodada en Irlanda del Norte y en Barcelona, siendo protagonizada por Emily Mortimer, Bill Nighy y Patricia Clarkson. La librería inauguró la SEMINCI de 2017, como estreno mundial, cosechando buenas críticas y fue estrenada comercialmente en España el 10 de noviembre, con una recepción crítica muy positiva y gran éxito de público. The Bookshop fue estrenada fuera de España en una "Berlinale Special Gala" en la 68.ª edición del Festival Internacional de Cine de Berlín, que tuvo lugar en febrero de 2018.
El largometraje Elisa y Marcela, escrito por Coixet a partir de los hechos reales relacionados con la boda de dos mujeres en 1901, registrado como el primer matrimonio homosexual registrado en el mundo, fue su siguiente proyecto. Producido por Rodar y Rodar para Netflix, se rodó durante el mes de mayo de 2018, presentándose entre las películas participantes en la sección oficial a concurso del Festival de Berlín de 2019.
A lo largo de 2018 y 2019 Isabel Coixet terminó de escribir los guiones, produjo y rodó los ocho episodios de la primera temporada de la serie Foodie Love para la plataforma HBO, con Guillermo Pfening y Laia Costa en los papeles protagonistas. La serie se estrenó en España el 4 de diciembre de 2019. y en el resto del mundo en los meses sucesivos.
Durante los meses de enero y febrero de 2020 se rodó la película It Snows in Benidorm, titulada en castellano Nieva en Benidorm, con producción de El Deseo, escrita y dirigida por Coixet, protagonizada por Timothy Spall y Sarita Choudhury, con Carmen Machi, Ana Torrent y Pedro Casablanc y la música de Alfonso Vilallonga y la dirección de fotografía de Jean-Claude Larrieu.En septiembre de 2020 comenzó a dirigir el programa de Radio3 (RNE) Alguien debería prohibir los domingos por la tarde, en el que mezcla música con literatura y reflexiones.
En 2022 estrenó el documental El techo amarillo, sobre las denuncias de un grupo de alumnas por abusos sexuales contra dos profesores en su escuela de teatro. En 2023 estrenó Un amor, basada en la novela homónima de Sara Mesa. La película fue nominada a la Concha de Oro del Festival San Sebastián y le supuso a Coixet nominaciones al Goya a mejor película, dirección y guion adaptado.

### Reconocimientos
En abril de 2006 fue distinguida con el Premio Sant Jordi de Cine que otorga Radio Nacional de España y en septiembre del mismo año con la Creu de San Jordi por la Generalidad de Cataluña.
Durante la edición de 2015 del Festival de Málaga, se le otorgó el premio a toda una carrera y se presentó el documental retrospectivo de su obra, encargo del mismo Festival, Palabras, mapas, secretos y otras cosas, dirigido por Elena Trapé.
También en 2015 recibió el reconocido premio del Ministerio de Cultura francés de Caballero de las Artes y las Letras.
El 3 de marzo de 2020 fue nombrada "Embajadora honorífica de la Marca España" en una ceremonia presidida por los reyes de España, junto con la presidenta del Banco Santander, Ana Botín; la Liga de Fútbol Profesional, la jugadora de bádminton Carolina Marín, la ONCE y el microbiólogo Francisco Mojica.
El día 4 de septiembre de 2020 se anunció la concesión por el Ministerio de Cultura y Deporte español a Isabel Coixet del Premio Nacional de Cinematografía 2020.

En 2021 recibió el Premio Lucentum en el  XVIII Festival de Cine de Alicante.

## Filmografía
- 1984 Mira y verás
- 1989 Demasiado viejo para morir joven
- 1996 Cosas que nunca te dije
- 1998 A los que aman
- 2003 Mi vida sin mí
- 2004 ¡Hay motivo!  (episodio "La insoportable levedad del carrito de la compra")
- 2005 La vida secreta de las palabras
- 2006 Paris, je t’aime (episodio "Bastille")
- 2007 Invisibles: Cartas a Nora
- 2008 Elegy
- 2009 Mapa de los sonidos de Tokio
- 2010 Aral. El mar perdido
- 2011 Escuchando al juez Garzón
- 2012 Marea blanca
- 2013 Another Me
- 2013 Ayer no termina nunca
- 2014 Learning to Drive
- 2015 Talking about Rose. Prisoner of Hissène Habré
- 2015 Nadie quiere la noche
- 2016 Un corazón roto no es como un jarrón roto o un florero (cortometraje)
- 2016 Spain in a Day
- 2017 La librería (The Bookshop)
- 2019 Foodie Love (serie para HBO)
- 2019 Elisa y Marcela
- 2020 Nieva en Benidorm (título original It Snows in Benidorm)[35]
- 2022 El techo amarillo (documental)
- 2023  Un amor (basada en una novela de Sara Mesa)
- 2025 Los tres cuencos (Basada en la novela Tre Ciotole de Michela Murgia)

## Libros
- Mi vida sin mí (2003).
- La vida es un guion (2004).
- La vida secreta de las palabras (2005).
- Mapa de los sonidos de Tokio (2009).
- Isabel Muñoz (2009).
- From I to J (2009).
- Alguien debería prohibir los domingos por la tarde (2011).
- La vida secreta de Isabel Coixet (2011).

## Premios y reconocimientos
Premios Goya
| Año  | Categoría                        | Película                                                      | Resultado |
| ---- | -------------------------------- | ------------------------------------------------------------- | --------- |
| 1989 | Demasiado viejo para morir joven | Mejor directora novel                                         | Nominada  |
| 1997 | Cosas que nunca te dije          | Mejor guion original                                          | Nominada  |
| 2003 | Mi vida sin mí                   | Mejor director                                                | Nominada  |
| 2003 | Mi vida sin mí                   | Mejor guion adaptado                                          | Ganadora  |
| 2006 | La vida secreta de las palabras  | Premio Goya a Mejor Película                                  | Ganadora  |
| 2006 | La vida secreta de las palabras  | Mejor director                                                | Ganadora  |
| 2006 | La vida secreta de las palabras  | Mejor guion original                                          | Ganadora  |
| 2007 | Invisibles                       | Mejor Película Documental (compartido con otros 4 directores) | Ganadora  |
| 2012 | Escuchando al juez Garzón        | Mejor Película Documental                                     | Ganadora  |
| 2016 | Nadie quiere la noche            | Mejor Dirección                                               | Nominada  |
| 2016 | Nadie quiere la noche            | Mejor Película                                                | Nominada  |
| 2018 | La librería                      | Mejor Dirección                                               | Ganadora  |
| 2018 | La librería                      | Mejor Guion Adaptado                                          | Ganadora  |
| 2022 | El techo amarillo                | Mejor documental                                              | Nominada  |
| 2024 | Un amor                          | Mejor Dirección                                               | Nominada  |
| 2024 | Un amor                          | Mejor guion adaptado                                          | Nominada  |

Festival Internacional de Cine de Venecia
| Año  | Categoría               | Película                        | Resultado |
| ---- | ----------------------- | ------------------------------- | --------- |
| 2005 | Premio Lina Mangiacapre | La vida secreta de las palabras | Ganadora  |

Medallas del Círculo de Escritores Cinematográficos
| Año  | Categoría                       | Película             | Resultado |
| ---- | ------------------------------- | -------------------- | --------- |
| 1996 | Cosas que nunca te dije         | Mejor guion original | Ganadora  |
| 2003 | Mi vida sin mí                  | Mejor directora      | Nominada  |
| 2003 | Mi vida sin mí                  | Mejor guion adaptado | Ganadora  |
| 2005 | La vida secreta de las palabras | Mejor directora      | Ganadora  |
| 2005 | La vida secreta de las palabras | Mejor guion original | Ganadora  |
| 2017 | La librería                     | Mejor directora      | Ganadora  |
| 2017 | La librería                     | Mejor guion adaptado | Ganadora  |

Premios Feroz
| Año  | Categoría       | Película    | Resultado |
| ---- | --------------- | ----------- | --------- |
| 2018 | Mejor dirección | La librería | Ganadora  |

Premios Forqué
| Año  | Categoría                                              | Película                        | Resultado |
| ---- | ------------------------------------------------------ | ------------------------------- | --------- |
| 2004 | Premio Mejor Película del Año                          | Mi vida sin mí                  | Nominada  |
| 2006 | Premio Mejor Película del Año                          | La vida secreta de las palabras | Ganadora  |
| 2008 | Premio Especial EGEDA al mejor largometraje documental | Invisibles                      | Nominada  |
| 2016 | Premio al Mejor Largometraje                           | Nadie quiere la noche           | Nominada  |
| 2018 | Premio al Mejor Largometraje de Ficción                | La librería                     | Ganadora  |

Premios Gaudí
| Año  | Categoría         | Película         | Resultado |
| ---- | ----------------- | ---------------- | --------- |
| 2018 | La librería       | Mejor dirección  | Nominada  |
| 2018 | La librería       | Mejor guion      | Nominada  |
| 2022 | El techo amarillo | Mejor documental | Ganadora  |

Premios Butaca
| Año  | Categoría               | Película                        | Resultado |
| ---- | ----------------------- | ------------------------------- | --------- |
| 2006 | Mejor película catalana | La vida secreta de las palabras | Ganadora  |
| 2003 | Mejor película catalana | Mi vida sin mí                  | Ganadora  |

Otros premios
- Premio Nacional de Cine y Audiovisual de Cataluña (2002) por la película Mi vida sin mí.
- Premio Creu de Sant Jordi de cine (2006).[29]
- Premio Ojo Crítico de Cine en su XIV Edición por la película, Mi vida sin mí, por la sinceridad y sensibilidad de su lenguaje cinematográfico.
- Caballero de la Orden de las Artes y las Letras (2015) por su aportación el mundo del arte y la cultura.[43]
- Premio Atlántida del Gremio de Editores de Cataluña (2016)[44]
- Premio Mujeres a Seguir (2017).[45]
- Premio Mujer de Cine, otorgado por Mujeres de Cine en colaboración con el Festival Internacional de Cine de Gijón (2017). [46]
- Premio a la mejor adaptación literaria en la Feria del Libro de Fráncfort de 2017,[14] por el guion adaptado de La librería.
- Premio Internacional Yo Dona (2018).[47]
- Premio de Cultura Comunidad de Madrid (2018).
- Premio UIMP a la Cinematografía (2018).
- Premio Luis Buñuel de la 48.ª edición del Festival Internacional de Cine de Huesca, (2020).[48]
- Presidenta del jurado de la sección Horizontes de la Festival Internacional de Cine de Venecia (2022).
- Festival de San Sebastián: Premio TVE "Otra mirada" en 2022 por el documental El techo amarillo.[49]
- European Achievement in world Cinema, otorgado por la Academia de Cine Europeo. (2023)[50]
- Prix Diálogo, otorgado por la Asociación de Amistad Hispano-Francesa. (2024)[51]

| Predecesor: Josefina Molina | Premio Nacional de Cinematografía 2020 | Sucesor: José Sacristán |